# Мирабела Имбакари
Мирабѐла Имба̀кари (на италиански: Mirabella Imbaccari, на сицилиански Mirabbedda i Màcari, Мирабеда и Макари) е градче и община в Южна Италия, провинция Катания, автономен регион и остров Сицилия. Разположено е на 518 m надморска височина. Населението на общината е 5365 души (към 2010 г.).